# Paul Murdoch

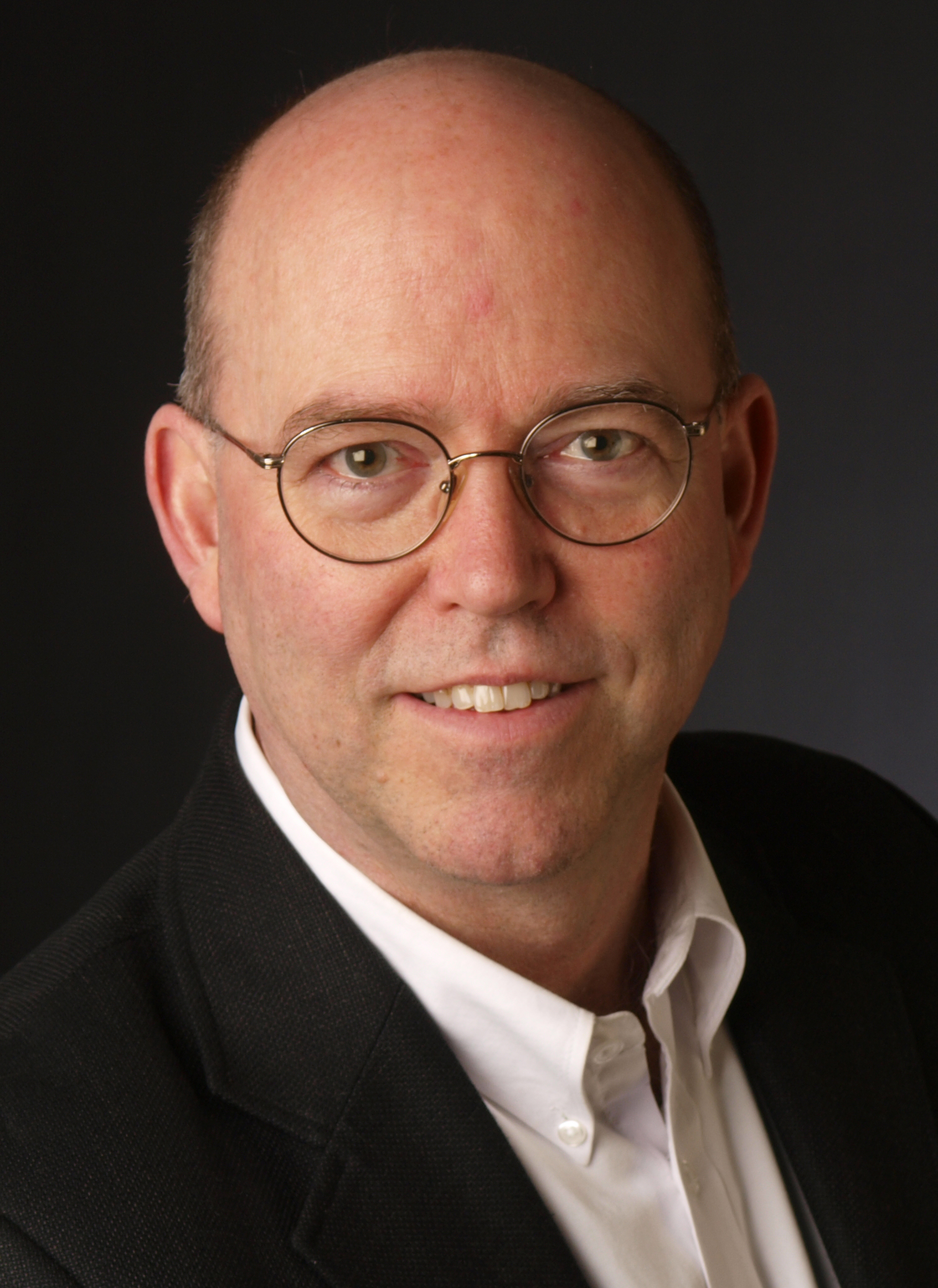
Paul Murdoch, 2010

Paul Campbell Murdoch (* 31. Dezember 1952 in Glendale) ist ein kanadischer evangelikaler Theologe, Pfarrer der Württembergischen Landeskirche und war Studienleiter am Albrecht-Bengel-Haus in Tübingen und Autor.

## Leben
Paul Campbell Murdoch wurde als drittes Kind seines kanadischen Vaters Roderick Campbell Murdoch und seiner amerikanischen Mutter Lois Kathleen geboren; aufgewachsen ist er im Bundesstaat Kalifornien und Britisch-Kolumbien. In der Brüdergemeinde Plymouth Brethren wurde er geistlich geprägt. Nach seinem Schulabschluss in Kanada kam er 1970 nach Deutschland. Während der Kurzbibelschule der Fackelträger-Bewegung am „Bodenseehof“ entdeckte er sein Interesse für die Theologie. Nach dem Abitur am Graf-Zeppelin-Gymnasium Friedrichshafen studierte er ab 1973 Evangelische Theologie, Missionswissenschaft und Slawistik in Tübingen, Helsinki (Auslandssemester 1975/1976) und Erlangen-Nürnberg. Von 1977 bis 1979 war er Vikar der Württembergischen Landeskirche in Tailfingen und Nebringen. Von 1978 bis 1980 war er Studienassistent am Albrecht-Bengel-Haus in Tübingen. 1981 promovierte er an der Universität Erlangen-Nürnberg mit seiner Dissertation zur Geschichte und Theologie des christlichen Ostens Der sakramentalphilosophische Aspekt im Denken Nikolai Alexandrovitsch Berdjaevs. Von 1980 bis 1981 und von 1983 bis 1985 lehrte er als Gastdozent der Liebenzeller Mission am Micronesian Institute for Biblical Studies, dem heutigen Pacific Islands Bible College (PIBC) auf Truk (Mikronesien). 1980/81 und 1983 bis 1985 war er Gastdozent am Theologischen Seminar der Liebenzeller Mission und von 1983 bis 1985 als Pfarrverweser in Urbach (Remstal) tätig. Zwischen 1985 und 1995 war er mit der Finnischen Evangelisch-Lutherischen Mission in Pakistan, wo er 1990 Opfer einer Entführung wurde und war zwischen 1993 und 1995 Mitglied des Islamkommittees der Finnischen ev.-luth. Kirche. Danach wechselte er in die Gemeinde Hohenhaslach, wo er bis 2009 die Pfarrstelle innehatte. Ab Oktober 2009 bis Oktober 2018 war er Studienleiter und Dozent für Neues Testament und Missions- und Religionswissenschaften (Islam) und ökumenische Theologie am Albrecht-Bengel-Haus.
Er war von 2000 bis 2012 Vorsitzender des „Arbeitskreises Religionsfreiheit – Menschenrechte – Einsatz für verfolgte Christen“ (AKREF) der Deutschen Evangelischen Allianz und arbeitet in der theologischen Kommission der Weltweiten Evangelischen Allianz mit. Murdoch ist Gastprofessor am deutschen Zweig der Columbia International University an der Akademie für Weltmission in Korntal. Als Gründungsvorsitzender war er von 2007 bis 2012 Vorsitzender des Internationalen Instituts für Religionsfreiheit mit Sitz in Bonn, Kapstadt und Colombo (IIRF) und bis heute Mitglied des Aufsichtsrates. Als Komiteemitglied engagiert er sich bei Hilfe für Brüder. Er engagiert sich im Arbeitskreis für interkulturelle Arbeit des Liebenzeller Gemeinschaftsverbandes, ist Initiator des Integrationskongress 2018 auf dem Schönblick und ist Vorsitzender des 2016 gegründeten Vereins „Bibelarchäologie online“.
Murdoch ist ein gefragter Redner und Referent bei Frauenfrühstücksveranstaltungen, Abendbibelschulen, Kongressen und Tagungen und Autor mehrerer Bücher sowie zahlreicher Artikel.

## Privates
Murdoch heiratete 1975 die finnische Anthropologin Marja-Liisa Laihia. Mit ihr hat er vier Kinder. Nach der Scheidung 1994 heiratete er 1996 Regine Nonnenmacher, die zwei Kinder in die Ehe einbrachte. Er wohnt in Ofterdingen bei Tübingen.

## Veröffentlichungen
- Der sakramentalphilosophische Aspekt im Denken Nikolai Nikolai Alexandrowitsch Berdjajews, Quellen und Studien zur Geschichte und Theologie des christlichen Ostens (zugl. Dissertation 1981, Universität Erlangen-Nürnberg), Erlangen 1981, ISBN 3-923119-13-5.
- Philipper-Brief, Bibel-Kommentar Bd. 15 der Reihe „Edition C - Bibelkommentar Neues Testament“, G. Maier (Hrsg.), SCM Hänssler, Neuhausen-Stuttgart 1987, ISBN 978-3-775110976.
- Älä pahaa pelkää, Suomen Lähetysseura, Porvoo-Juva 1995, ISBN 951-624-212-X.
- Escape from Terror, Crossway Books 1996, ISBN 978-1-856841511.
- "Puolikuu ja Pohjatähti. Muslimit keskellämme (Der Halbmond und Polarstern, Muslime in unserer Mitte, eine Handreichung für den Umgang mit Muslime in kirchlichen Einrichtungen, Diakonie, am Arbeitsplatz und im öffentlichen Dienst. Geschrieben im Auftrag der Arbeitsgruppe Islam der Finnischen Evang-Lutherischen Kirche) Suomen Lähetysseura, Helsinki 1996, ISBN 951-624-225-1.

als Mitautor
- Towards A Theological Apology Of Mission, in: Hans Kasdorf und Klaus W. Müller (Hrsg.): Bilanz und Plan: Mission an der Schwelle zum Dritten Jahrtausend, Verlag der Liebenzeller Mission, Bad Liebenzell 1988, ISBN 978-3-88002-337-6.
- Christliche Mission und Kirche in islamischen Ländern, in: Rolf Hille (Hrsg.): Vom Islam herausgefordert. Systematische und praktische Antworten evangelikaler Theologie, SCM R. Brockhaus, Witten 2009, ISBN 978-3-417-29554-2.
- Taufe als Zäsur – missiologische Einsichten zur Tauftheologie und Taufpraxis, in: Christian Lehmann (Hrsg.): Wozu Taufe und Abendmahl?: was unseren Glauben gewiss macht, SCM R. Brockhaus, Witten 2009, ISBN 978-3-417-29557-3.